# Sonja van Hamel

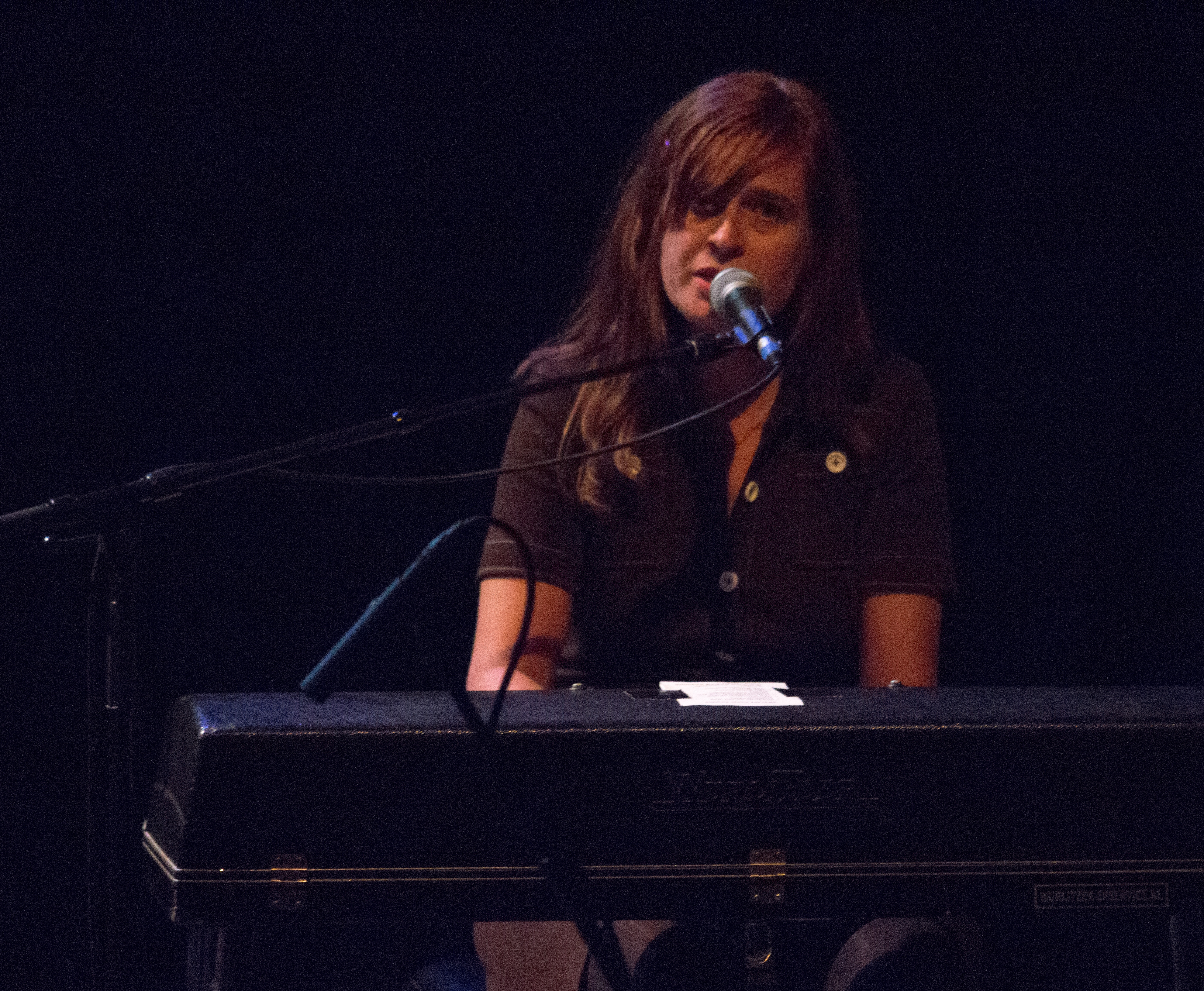
Sonja van Hamel, 2016

Sonja van Hamel (Amsterdam, 1971) is een Nederlands graficus en muzikant.
Van Hamel speelde tot 1999 in de band Silvershed. Dat jaar studeerde ze af als grafisch ontwerper aan de Gerrit Rietveld Academie. Van 2000 tot en met 2006 speelde ze in de band Bauer. In 2009 verscheen haar soloalbum Winterland, de soundtrack bij de gelijknamige film.
Ze is verantwoordelijk voor hoesontwerpen van platen van onder meer Bauer, Gem en Scram C Baby.

## Discografie

### Albums
- Winterland (2009)
- Transcendental Man (2011)